# Lekkoatletyka na Halowych Igrzyskach Azjatyckich 2007
Lekkoatletyka na Halowych Igrzyskach Azjatyckich 2007 rozgrywana była w hali Macau East Asian Games Dome w dniach 30 października - 1 listopada 2007. 

## Mężczyźni
| Konkurencja      |                                                                                       | Wynik    | | Wynik    |                                                                     | Wynik    |
| ---------------- | ------------------------------------------------------------------------------------- | -------- | --- | -------- | ------------------------------------------------------------------- | -------- |
| 60 m             | Samuel Francis                                                                        | 6.54     | Yahya Al-Gahes                                                                                              | 6.56     | Wachara Sondee                                                      | 6.65     |
| 400 m            | Wang Liangyu                                                                          | 46.08    | Prasanna Amarasekara                                                                                        | 47.09    | Jukkatip Pojaroen                                                   | 47.40    |
| 800 m            | Mohammad Al-Azemi                                                                     | 1:49.62  | Ehsan Mohajer Shojaei                                                                                       | 1:50.22  | Rajeev Ramesan                                                      | 1:50.87  |
| 1500 m           | Chatholi Hamza                                                                        | 3:50.22  | Omar Al-Rasheedi                                                                                            | 3:50.58  | Abubaker Ali Kamal                                                  | 3:50.78  |
| 3000 m           | Charles Bett Koech                                                                    | 8:04.69  | Surendra Singh                                                                                              | 8:04.99  | Sunil Kumar                                                         | 8:10.07  |
| 60 m ppł         | Wu Youjia                                                                             | 7.82     | Narongdech Janjai                                                                                           | 7.99     | Muhammad Sajjad                                                     | 8.02     |
| Sztafeta 4×400 m | Arabia Saudyjska · Hamdan al-Biszi · Ali Al-Deraan · Youssef Masrahi · Hamed al-Biszi | 3:11.29  | Sri Lanka · Prasanna Amarasekara · Rohitha Pushpakumara · Shiwantha Weerasuriya · Ashoka Kumara Jayasundara | 3:11.29  | Iran · Iman Roghani · Hashem Khazaei · Reza Bouazar · Sajjad Moradi | 3:13.18  |
| Skok wzwyż       | Raszid Ahmad al-Manna’i                                                               | 2.24     | Sergiej Zasimowicz                                                                                          | 2.21     | Kim Young-min                                                       | 2.21     |
| Skok o tyczce    | Liu Feiliang                                                                          | 5.30     | Ali Al-Sabbaghah                                                                                            | 5.10     | Pendar Shoghian                                                     | 4.90     |
| Skok w dal       | Hussein Al-Sabee                                                                      | 7.93     | Keeratikorn Janmanee                                                                                        | 7.59     | Konstantin Safronow                                                 | 7.51     |
| Trójskok         | Roman Walijew                                                                         | 16.57    | Wu Bo | 16.45    | Jewgienij Ektow                                                     | 16.34    |
| Pchnięcie kulą   | Sultan Al-Hebshi                                                                      | 18.99    | Ahmad Gholoum                                                                                               | 18.88    | Mehdi Shahrokhi                                                     | 18.48    |
| Siedmiobój       | P. J. Vinod                                                                           | 5561 pkt | Pavel Dubitskiy                                                                                             | 5432 pkt | Boonkete Chalon                                                     | 5046 pkt |

## Kobiety
| Konkurencja      |                                                                                           | Wynik    |                                                                                            | Wynik    |                                                                               | Wynik    |
| ---------------- | ----------------------------------------------------------------------------------------- | -------- | ------------------------------------------------------------------------------------------ | -------- | ----------------------------------------------------------------------------- | -------- |
| 60 m             | Nongnuch Sanrat                                                                           | 7.28     | Sangwan Jaksunin                                                                           | 7.49     | Natalja Iwoninska                                                             | 7.59     |
| 400 m            | Tang Xiaoyin                                                                              | 53.56    | Tatiana Azarowa                                                                            | 53.68    | Olga Tereszkowa                                                               | 53.89    |
| 800 m            | Liu Qing                                                                                  | 2:06.13  | Sinimol Paulose                                                                            | 2:06.32  | Antony Vijila                                                                 | 2:06.75  |
| 1500 m           | Sinimol Paulose                                                                           | 4:22.56  | Swietłana Łukaszewa                                                                        | 4:24.92  | Li Zhenzhu                                                                    | 4:25.96  |
| 3000 m           | Chen Xiaofang                                                                             | 9:23.11  | Preeja Sreedharan                                                                          | 9:27.62  | Bùi Thị Hiền                                                                  | 9:36.38  |
| 60 m ppł         | Natalja Iwoninska                                                                         | 8.33     | Zhang Rong                                                                                 | 8.35     | Anastazja Winogradowa                                                         | 8.48     |
| Sztafeta 4×400 m | Kazachstan · Tatiana Kajimuradowa · Tatiana Azarowa · Anna Gawriuszenko · Olga Tereszkowa | 3:37.59  | Tajlandia · Jutamass Tawoncharoen · Saowalee Kaewchuay · Kanya Harnthong · Wassana Winatho | 3:38.25  | Indie · Anu Maria Jose · Antony Vijila · Sini Jose · Machettira Poovamma Raju | 3:41.09  |
| Skok wzwyż       | Noengrothai Chaipetch                                                                     | 1.91     | Jekatierina Jewsiejewa                                                                     | 1.88     | Anna Ustinowa                                                                 | 1.88     |
| Skok o tyczce    | Desy Margawati                                                                            | 3.75     | Sunisa Khaw-iad                                                                            | 3.60     | Pasuta Wongwieng                                                              | 3.40     |
| Long jump        | Chen Yaling                                                                               | 6.45     | Thitima Muangjan                                                                           | 6.04     | Sirada Seechaichana                                                           | 5.82     |
| Trójskok         | Irina Litwinienko                                                                         | 13.56    | Thitima Muangjan                                                                           | 13.42    | Kang Hye-sun                                                                  | 12.90    |
| Pchnięcie kulą   | Li Fengfeng                                                                               | 16.33    | Juttaporn Krasaeyan                                                                        | 15.69    | Tin Ka Yin                                                                    | 11.71    |
| Pięciobój        | Irina Naumenko                                                                            | 4179 pkt | Liu Haili                                                                                  | 4063 pkt | Watcharaporn Masim                                                            | 3614 pkt |

## Tabela medalowa
| Poz.    | Państwo          |    |    |    | Łącznie |
| ------- | ---------------- | -- | -- | -- | ------- |
| 1       | Chiny            | 8  | 3  | 1  | 12      |
| 2       | Kazachstan       | 5  | 5  | 6  | 16      |
| 3       | Indie            | 3  | 3  | 4  | 10      |
| 4       | Arabia Saudyjska | 3  | 1  | 0  | 4       |
| 5       | Katar            | 3  | 0  | 1  | 4       |
| 6       | Tajlandia        | 2  | 8  | 6  | 16      |
| 7       | Kuwejt           | 1  | 3  | 0  | 4       |
| 8       | Indonezja        | 1  | 0  | 0  | 1       |
| 9       | Sri Lanka        | 0  | 2  | 0  | 2       |
| 10      | Iran             | 0  | 1  | 3  | 4       |
| 11      | Hongkong         | 0  | 0  | 1  | 1       |
| 11      | Korea Północna   | 0  | 0  | 1  | 1       |
| 11      | Pakistan         | 0  | 0  | 1  | 1       |
| 11      | Korea Południowa | 0  | 0  | 1  | 1       |
| 11      | Wietnam          | 0  | 0  | 1  | 1       |
| Łącznie | Łącznie          | 26 | 26 | 26 | 78      |